# (7336) Saunders
(7336) Saunders (1989 RS1) – planetoida z grupy Amora okrążająca Słońce w ciągu 3,51 lat w średniej odległości 2,31 j.a. Odkryta 6 września 1989 roku.